# Renate Weber
Renate Weber (Botoșani, 3 augustus 1955) is een Roemeens politicus, mensenrechtenactivist en advocaat. Van 2007 tot 2019 was ze  Europarlementariër in de liberale fractie. Ze is de eerste Roemeen die voorzitter werd van een EU-verkiezingswaarnemersmissie. Daarna werd ze verkozen tot Ombudsman in haar thuisland. Ze was voorzitter van de Open Society Foundations - Roemenië (vroeger bekend als de Open Society Institute - Romania) tussen 1998 en 2007. Tussen 2004 en 2005 was ze adviseur met betrekking tot constitutionele en wetgevende zaken van de president van Roemenië Traian Băsescu.

## Biografie
Renate Weber studeerde af aan de Universiteit van Boekarest faculteit rechten in 1979 en werd advocaat en lid van de Boekarest balie.
In de jaren negentig ging zij zich toeleggen op mensenrechten. Ze was van 1994 tot 1996 vicevoorzitter van de Helsinki Comité voor Mensenrechten. Van 1994 tot 1999 was ze gedeeld voorzitter van de Associatie voor de bescherming van mensenrechten in Roemenië - Helsinki Commissie (APADOR-CH). Ze was de langstzittende voorzitter van de Nationale Raad bij de  Open Society Foundations - Roemenië van 1998 tot 2007.
In 2000 werd ze aangesteld als ad-hoc-rechter bij het Europees Hof voor de Rechten van de Mens in Straatsburg.
Van 1997 tot 2003 gaf ze lezingen omtrent mensenrechten, rechten van minderheden en vrouwenrechten aan de faculteit politieke wetenschappen van de Nationale school voor politieke en administratieve studies. Daarnaast gaf ze ook lessen aan de Universiteit van Boekarest over de bescherming van mensenrechten in de context van internationale relaties.
Tussen 2004 en 2005 was de adviseur van president Traian Băsescu van Roemenië op het gebied van constitutionele en wetgevende zaken. Na een jaar nam ze ontslag omwille van haar gezondheid.
In 2007 werd ze lid van de PNL. In 2014 fuseerde de PNL met de PDL waarna de PNL, ze behielden dezelfde naam, uit de Europese liberale fractie ALDE stapte en zich aansloot bij de EVP. Renate Weber ging hier in eerste instantie in mee maar besloot na drie maanden toch weer terug te gaan naar ALDE. In 2015 werd ze door de PNL-tak van de fusiepartij PNL uit haar partij gezet. In 2018 wordt ze lid van de Roemeense ALDE partij van haar oude PNL partijvoorzitter Călin Popescu-Tăriceanu. Ze stelde zich bij de Europese verkiezingen van 2019 opnieuw beschikbaar als kandidaat voor het Europarlement, maar haar partij haalde niet genoeg stemmen om de kiesdrempel te halen. Ze werd vervolgens door haar partij voorgedragen voor de openstaande vacature voor Ombudsman. Ze won de stemming in het parlement. USR, PNL en PMP stemde voor andere kandidaten. Vanwege de noodzakelijke onpartijdigheid van de functie stapte ze uit de ALDE partij. Op 16 juni 2021 werd ze door het parlement ontslagen om haar weerstand tegen de hervorming van het pensioenstelsel voor ambtenaren. PSD en AUR stemde niet mee uit protest. Het constitutionele hof draaide de beslissing op 29 juni echter terug.

## Activiteiten als Europarlementariër
Renate Weber werd in 2007 verkozen tot Europarlementariër namens de PNL. Ze was lid van de LIBE commissie (burgerlijke vrijheden, justitie en binnenlandse zaken) en vervangend lid van de AFET commissie (buitenlandse zaken) tot juli 2014.
Tussen 2007 en 2014 was ze lid van de delegatie voor relaties met de landen van de Andesgemeenschap. In deze hoedanigheid leidde ze in 2008 de Europese parlementaire verkiezingswaarnemersmissie in Ecuador. Daarnaast was ze hoofd van de EU verkiezingswaarnemersmissie ten tijde van het constitutionele referendum in Bolivia in januari 2009 en eveneens voor de presidentiële en parlementsverkiezingen in hetzelfde land aan het einde datzelfde jaar. En vanaf 2009 was ze lid van de delegatie van de Euro-Latijns-Amerikaanse Parlementaire Vergadering. In mei 2010 werd ze door Europese Commissie gevraagd om de verkiezingswaarnemingsmissie te leiden voor de verkiezingen in Burundi. Van 2012 tot 2013 was ze lid van Bijzondere Commissie georganiseerde misdaad, corruptie en witwassen. Vanaf juli 2014 is ze lid van de Commissie werkgelegenheid en sociale zaken en vicevoorzitter van de Delegatie in de Gemengde Parlementaire Commissie EU-Chili.